# Фурия Сабиния Транквиллина
Фу́рия Саби́ния Транквилли́на (лат. Furia Sabinia Tranquillina; около 225 — не ранее 244) — римская императрица, супруга императора Гордиана III. Происходила из рода Фуриев.
Младшая дочь преторианского префекта Гая Фурия Сабина Аквилы Тимесифея от неизвестной жены.
В 241 году её отец был назначен главой преторианской гвардии римским императором Гордианом III. В мае того же года Транквиллина вышла замуж за Гордиана. Она стала римской императрицей и получила титул августы. Её брак с Гордианом был признанием молодым императором политической незаменимости Тимесифея. Скорее всего она пережила отца и мужа, однако о её дальнейшей жизни после смерти Гордиана III неизвестно.

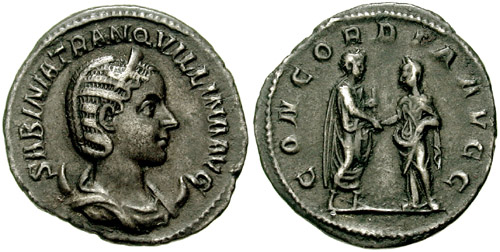
Серебряный антониниан с изображением Транквиллины